# Conversion House
Conversion House, ou Agência de Conversão Editorial, é uma empresa de tecnologia digital especializada em formatar e converter arquivos de texto de livros originais para serem lidos em leitores digitais de livros, os e-book readers.

O arquivo básico é convertido para html e posteriormente para formatos específicos dirigidos a cada leitor digital.

O Kindle da Amazon.com, por exemplo,  utiliza o formato mobi.

É a própria Amazon, líder e pioneira no mercado de ebooks, que ressalta a importância de utilizar uma empresa terceirizada, especialista em conversão editorial: o processo de converter conteúdo estático como PDF's e.doc's para conteúdo fluente como.html é muito trabalhoso e requer experiência em formatação.

Para equiparar o livro impresso tradicional ao novo livro digital e disputar o interesse do leitor em igualdade de condições, é necessário produzir um arquivo de qualidade, com todas as imagens, capa, gráficos, sumário e notas acessíveis com facilidade e visualizados com perfeição no leitor de e-books.